# Abel-Plana-Summenformel
Die Abel-Plana-Summenformel ist eine Summenformel, die unabhängig voneinander von Niels Henrik Abel (1823)  und Giovanni Antonio Amedeo Plana (1820) entdeckt wurde. Diese Formel dient generell zur Umwandlung von unendlichen Summenreihen zu Integralausdrücken. Hierbei werden die Summandenausdrücke der Summenreihe als Funktion bezüglich des Index einem sogenannten uneigentlichen Integral von der gleichen Funktion bezüglich des Integrationsparameters und einem uneigentlichen Integral vom imaginären Gegenstück dieser Funktion anvertraut. Zusätzlich zu dieser ersten Hauptformel, welche generell als Abel-Plana-Formel bezeichnet wird, existiert noch eine zweite Hauptformel für alternierende Reihen.

## Zwei Abel-Plana-Hauptformeln
Die erste Hauptformel besagt, dass folgende Beziehung zwischen Summenreihe und Integral für alle Funktionen {\displaystyle f(t)} gültig ist:
{\displaystyle \sum \limits _{n=0}^{\infty }f(n)=\int \limits _{0}^{\infty }f(t)\,\mathrm {d} t+{\frac {1}{2}}\,f(0)+i\int \limits _{0}^{\infty }{\frac {f(it)-f(-it)}{\mathrm {e} ^{2\pi t}-1}}\,\mathrm {d} t}
Sie gilt für Funktionen f, die in der Halbebene {\displaystyle \mathrm {Re} \,z>0} holomorph sind und deren Betrag in geeigneter Weise wächst.
Beispielsweise genügt folgende Annahme in diesem Gebiet für geeignete Konstanten C, ε > 0:
{\displaystyle |f(z)|<{\frac {C}{|z|^{1+\epsilon }}}}
Frank W. J. Olver hat sogar nachgewiesen, dass die Formel unter viel schwächeren Bedingungen gültig ist.
Für alternierende Summen gab Abel noch folgende Variante und somit die zweite Hauptformel an:
{\displaystyle \sum \limits _{n=0}^{\infty }(-1)^{n}f(n)={\frac {1}{2}}\,f(0)+i\int \limits _{0}^{\infty }{\frac {f(it)-f(-it)}{2\,\sinh(\pi t)}}\,\mathrm {d} t.}

## Hurwitzsche Zetafunktion
Als Beispiel kann man die Hurwitzsche Zeta-Funktion einsetzen:
{\displaystyle \zeta (v;w)=\sum _{n=0}^{\infty }(n+w)^{-v}={\frac {w^{1-v}}{v-1}}+{\frac {1}{2w^{v}}}+{\frac {2}{w^{v-1}}}\int \limits _{0}^{\infty }{\frac {\sin {\bigl [}v\arctan(x){\bigr ]}}{{(x^{2}+1)}^{v/2}{\bigl [}\exp(2\pi wx)-1{\bigr ]}}}\,\mathrm {d} x}
Anwendung findet die Hurwitzsche Zetafunktion beispielsweise in der Integration der Jacobischen Thetafunktion in ihrer Nicht-Nullwert-Form:
{\displaystyle \int _{0}^{\infty }x^{n}\{\vartheta _{00}[\pi \,a;\exp(-x)]-1\}\,\mathrm {d} x=\Gamma (n+1)\zeta (2n+2)/\zeta (-2n-1){\bigl [}\zeta (-2n-1;a)+\zeta (-2n-1;1-a){\bigr ]},}
wobei
{\displaystyle \vartheta _{00}[\pi \,a;\exp(-x)]=\vartheta _{00}\left(a;{\frac {ix}{\pi }}\right)=\sum _{n=-\infty }^{\infty }e^{-n^{2}x+2\pi ina}.}

## Riemannsche und Dirichletsche Funktionen
Für die Riemannsche Zetafunktion, die Dirichletsche Lambdafunktion, die Dirichletsche Etafunktion und die Dirichletsche Betafunktion existieren folgende Abel-Plana-Formeln, welche im Folgenden tabellarisch zusammengefasst werden:
| Name der Funktion            | Abel-Plana-Integralausdruck |
| ---------------------------- | --- |
| Riemannsche Zetafunktion     | {\displaystyle \zeta (x)={\frac {x+1}{2x-2}}+\int _{0}^{\infty }{\frac {\sin[x\arctan(y)]}{(y^{2}+1)^{x/2}\exp(\pi \,y)\sinh(\pi \,y)}}\,\mathrm {d} y}      |
| Dirichletsche Lambdafunktion | {\displaystyle \lambda (x)={\frac {x}{2x-2}}+\int _{0}^{\infty }{\frac {\sin[x\arctan(y)]}{2(y^{2}+1)^{x/2}\exp(\pi \,y/2)\sinh(\pi \,y/2)}}\,\mathrm {d} y} |
| Dirichletsche Etafunktion    | {\displaystyle \eta (x)={\frac {1}{2}}+\int _{0}^{\infty }{\frac {\sin[x\arctan(y)]}{(y^{2}+1)^{x/2}\sinh(\pi \,y)}}\,\mathrm {d} y}                         |
| Dirichletsche Betafunktion   | {\displaystyle \beta (x)={\frac {1}{2}}+\int _{0}^{\infty }{\frac {\sin[x\arctan(y)]}{2(y^{2}+1)^{x/2}\sinh(\pi \,y/2)}}\,\mathrm {d} y}                     |